# Nyarlathotep

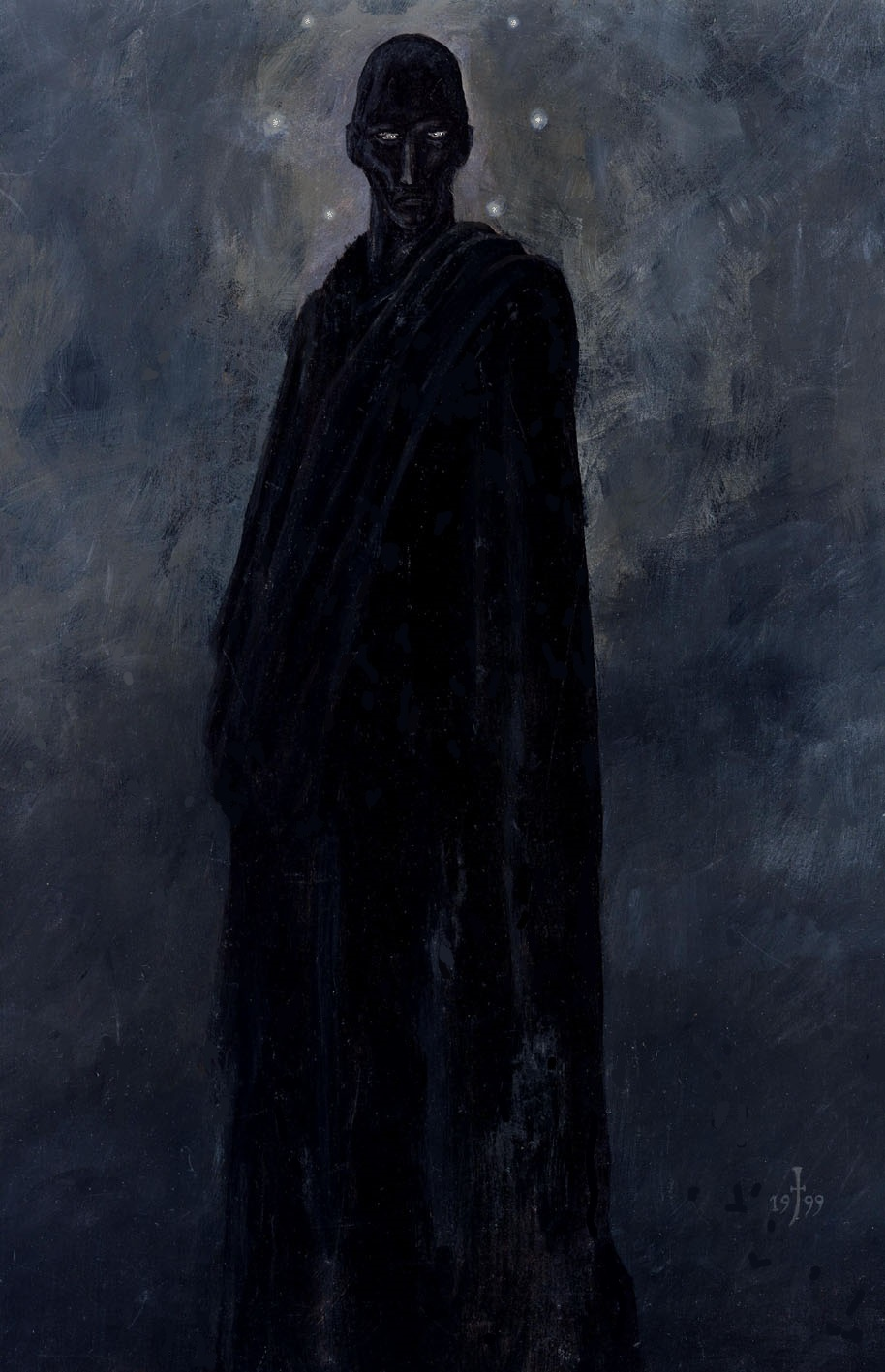
Umělcovo ztvárnění Nyarlathotepa

Nyarlathotep (Plíživý Chaos) je fiktivní postava v Mýtu Cthulhu. Je výtvorem H. P. Lovecrafta a poprvé se objevuje v jeho Básni v próze „Nyarlathotep” (1920). Tato bytost je jedním z kosmických Vnějších Bohů a objevuje se v množství Lovecraftových povídek. Nyarlathotep je také zmiňován v pracích ostatních autorů, stejně často jako počítačových hrách založených na Cthulhu Mýtu.

## Nyarlathotep v Lovecraftově tvorbě
Nyarlathotep se poprvé objevuje v eponymní povídce od Lovecrafta (1920), ve které je popsán jako „vysoký, snědý muž” který se podobá Egyptskému faraonovi. V této povídce se Nyarlathotep toulá po zemi, zdánlivě shromažďuje legie svých následovníků skrz demonstraci svých podivných a zdánlivě magických nástrojů, vypravěč příběhu společně s nimi. Tito následovníci ztrácejí povědomí o světě okolo sebe, a skrz vypravěčovy zvyšující se nejisté výkazy čtenář získává pocit o totálním zhroucení světa. Příběh končí s vypravěčem jako částí armády služebníků Nyarlathotepových.
Nyarlathotep (obvykle spojovaný s přízviskem „Plíživý Chaos”) se postupně objevuje jako hlavní postava ve „Snovém Putování k Neznámému Kadathu” (1926/27), ve které se znovu manifestovaný v podobě Egyptského Faraona který se střetává s hlavní postavou Randolphem Carterem.
Dvacátý první sonet Lovecraftova cyklu básní „Houby z Yuggothu” (1929/30) — nesmí být zaměňováno s entitami identifikovanými jako houby z Yuggothu, nebo Mi-Go v „Šepotu v temnotách” — je věnována Nyarlathotepovi a je vlastně poetickým převyprávěním povídky "Nyarlathotep."
Ve „Snech v Čarodějnickém domě” (1933),se Nyarlathotep objevuje Walteru Gilmanovi s čarodějnicí Kezií Mansonovou (která utvořila pakt s touto entitou) v podobě „'Černého Muže' čarodějnického kultu,” obraz ďábla s černou kůží spojovaný s čarodějnickou tradicí Nové Anglie.
Nakonec, v „Lovci z Temnot” (1936), chapadly vybavená, okřídlená netopýřími křídly, temnotu milující nestvůra sídlící ve věži kostela sekty Hvězdného Vědomí je identifikována jako jiná forma, nebo manifestace, Nyarlathotepa.
Nyarlathotep se objevuje jako postava jen ve čtyřech příbězích a dvou sonetech
(Což je více než jakýkoliv jiný Velký Starý nebo Vnější Bůh), jeho jméno je běžně zmiňováno v nesčíslně dalších. Například, v „Šepotu v temnotách” je Nyarlathotepovo jméno často říkáno mimozemskými bytostmi Mi-Go v úctě nebo rituálním smyslu, znamenajícího že jej uctívají nebo ctí.

## Shrnutí
Nyarlathotep se odlišuje od ostatních bytostí v mnoha věcech. Mnoho z nich je vyhnáno ke hvězdám, jako Yog-Sothoth a Hastur, nebo spící a snící jako Cthulhu; Nyarlathotep je ale aktivní a často se pohybuje na zemi ve vzezření lidské bytosti, obvykle vysoký, štíhlý, radostný muž. On má „tisíc” dalších podob a forem, většina z nich je zmiňována „jako rozumu zbavující a děsivá”. Mnoho z Vnějších Bohů má své kulty, které jim slouží; Nyarlathotep se kloní ke službě těmto kultům a pečuje o jejich záležitosti v jejich nepřítomnosti. Mnoho z nich užívá cizí a podivné mimozemské jazyky, avšak Nyarlathotep používá lidské řeči a může být zaměněn za lidskou bytost. Nakonec, mnoho z nich všech je velmi mocných přesto bezúčelných, ale Nyarlathotep se zdá být uvědomělým, záludným a manipulativním, a vždy používá propagandu k dosažení svých cílů. V těchto ohledech, je Nyarlathotep pravděpodobně nejvíce člověku podobným mezi nimi.
Nyarlathotep koná vůlí Vnějších Bohů a je jejich poslem, srdcem a duší; je také služebníkem Azathotha, jehož vůli touží bezprostředně splnit.